# Eberbach-Seltz
Eberbach-Seltz je občina v departmaju Bas-Rhin francoske regije Alzacija.
Leta 1990 je v občini živelo 311 oseb oz. 75 oseb/km².